# Kimi ga Ita Natsu
Kimi ga Ita Natsu (君がいた夏?) è un brano musicale del gruppo musicale giapponese Mr. Children, pubblicato come loro primo singolo il 21 agosto 1992, ed incluso nell'album Everything. Il singolo ha raggiunto la sessantanovesima posizione della classifica Oricon dei singoli più venduti in Giappone, vendendo 21 710 copie.

## Tracce
CD Singolo TFDC-28012
1. Kimi ga Ita Natsu (君がいた夏)
2. Good-Bye My Gloomy Days (グッバイ・マイ・グルーミーデイズ)
3. Kimi ga Ita Natsu (Instrumental Version) (君がいた夏)

## Classifiche
| Classifica (1992) | Posizione più alta |
| ----------------- | ------------------ |
| Giappone (Oricon) | 69                 |